# Evin Ahmad
Evin Ahmad (Stoccolma, 8 giugno 1990) è un'attrice svedese di origini curde. È stata candidata due volte per i Guldbagge Awards.

## Biografia
Ahmad è nata l'8 giugno 1990 a Stoccolma, in Svezia, da genitori curdi. Suo padre è un attore di Sulaymaniyah in Kurdistan, Iraq e sua madre è di Afrin in Siria. È cresciuta nel quartiere Akalla di Stoccolma, dove ha vissuto per 22 anni. Ahmad ha studiato all'Accademia di Arti Drammatiche di Stoccolma. Ha fatto il suo debutto sul grande schermo nel 2007, con un adattamento cinematografico del romanzo di Jonas Hassen Khemiri Ett Öga Rött.
Ha ottenuto il riconoscimento nel 2019 per i suoi ruoli nella serie post-apocalittica danese The Rain e nel noir drammatico svedese Quicksand. Ahmad ha ottenuto un riconoscimento più ampio nel 2021, con la sua interpretazione di Leya, il personaggio principale della serie originale Netflix Snabba Cash. All'inizio del 2022, Ahmad è stata scelta per il ruolo principale per la miniserie Netflix Who is Erin Carter?, che è stato il suo primo ruolo in lingua inglese. La serie è andata in onda in tutto il mondo alla fine di agosto 2023.

## Filmografia
- Ett öga rött, regia di Daniel Wallentin (2007)
- Kommissarie Winter - serie TV (2010)
- 112 Aina - serie TV (2013-2015)
- Blue Eyes - serie TV (2014)
- Beck - Sjukhusmorden, regia di Stephan Apelgren (2015)
- I nöd eller lust, regia di Kjell Sundvall (2015)
- Dröm vidare, regia di Rojda Sekersöz (2017)
- Vilken jävla cirkus, regia di Helena Bergström (2017)
- Les filles du soleil, regia di Eva Husson (2018)
- Quicksand - serie TV (2019)
- Vår tid är nu - serie TV (2019)
- Ring mamma!, regia di Lisa Aschan (2019)
- The Rain - serie TV (2019)
- Tsunami - serie TV (2020)
- Snabba Cash - serie TV (2021-22)
- Who Is Erin Carter? - serie TV (2023)
- Nella tana dei lupi 2 - Pantera (Den of Thieves 2: Pantera), regia di Christian Gudegast (2025)

## Doppiatrici Italiane
Nelle versioni in italiano delle opere in cui ha recitato, Evin Ahmad è stata doppiata da:
- Federica Russello in Quicksand
- Silvia Avallone in Nella tana dei lupi 2 - Pantera